# Liste der äquatorialguineischen Botschafter in Osttimor

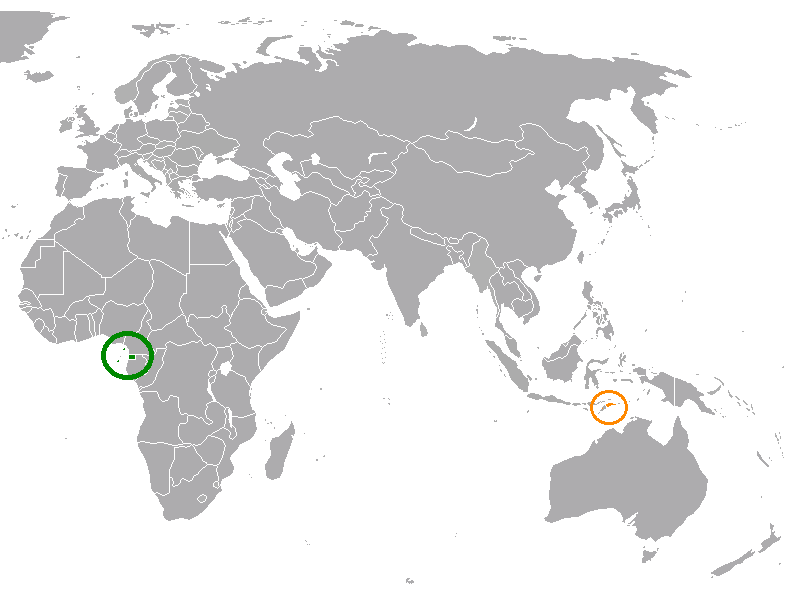
Äquatorialguinea (grün) und Osttimor (orange)

Diese Liste führt die äquatorialguineischen Botschafter in Osttimor auf. Der Sitz der Botschaft befindet sich in Lissabon (Portugal).

## Hintergrund
2013 wurde José Dougan Chubum zum ersten Botschafter Äquatorialguineas in Portugal und Osttimor ernannt. Am 17. Februar 2015 übergab er in Dili seine Akkreditierung,
Der äquatorialguineische Botschafter in Lissabon ist zuständig für Portugal, Guinea-Bissau, Kap Verde und die Gemeinschaft der Portugiesischsprachigen Länder.

## Liste der Botschafter
| Name               | Amtszeit         | Anmerkungen                                      |                  |
| Äquatorialguinea   | Äquatorialguinea | Äquatorialguinea                                 | Äquatorialguinea |
| ------------------ | ---------------- | ------------------------------------------------ | ---------------- |
| José Dougan Chubum | 2013–2016        | Ernennung: 2013 Akkreditierung: 17. Februar 2015 |                  |
| Tito Mba Ada       | seit 2016        | Akkreditierung: September 2016                   |                  |